# 桂林鰍鮀
桂林鰍鮀（学名：Gobiobotia guilinensis）为輻鰭魚綱鯉形目鲤科鰍鮀屬的鱼类。在中国，分布于西江、北江上游山溪之中等。该物种的模式产地在桂林。體長可達9.3公分。
其种加词“guilinensis”意为“广西桂林的”。